# Polar 3
A Polar 3 egy Dornier Do 228 repülőgép volt, melyet Németországban az Alfred Wegener Intézet üzemeltetett. A gépet a nyugat-szaharai Dakhlától délre a Polisario Front gerillái lőtték le 1985. február 24-én.
A Polar 2 és a Polar 3 az első német repülőgépek voltak, amelyek elérték a Déli-sarkot, 1984 decemberében szálltak le ott, majd öt hónapos Antarktisz-i misszió után indultak vissza Németországba.

## Története
A Polar 3 (FL 90) és a Polar 2 (FL 110) az Alfred Wegener Intézet két felmérési és kutatórepülője volt. Az antarktiszi küldetésük végén indultak vissza Németországba. A két gép 1985. Február 24-én, helyi idő szerint körülbelül 14:45-kor szállt fel a szenegáli Dakarból a kanári-szigeteki Lanzarote repülőtérre tartva. Utazási magasságuk 2750 m volt, a két gép végső célpontja a németországi bajorországi Oberpfaffenhofen közelében lévő Dornier repülőgépgyár volt.
A Polar 3-mal körülbelül 16:30 kor történt az utolsó rádiókapcsolat. Ezt követően a Polisario gerillák Dakhlától délre valamikor lelőtték, állítólag egy marokkói kémrepülővel összetévesztve. Az incidens során a Polar 3 legénységének mindhárom tagja – Herbert Hampel pilóta, Richard Möbius másodpilóta (mindketten 47 éves) és Josef Schmid (28) szerelő – meghalt. A Polar 2, öt perccel megelőzve a Polar 3-at, sértetlenül megúszta. A Polar 3 legénységének holttestét végül öt nappal később találták meg.

## A repülőgép
A Polar 3 a Dornier 228-101 speciális változata volt, kombinált kerék- és sífutóművel szerelték fel, így havon és kemény felületen is le tudott szállni. Fedélzetén módosított generátorok, további tartályok, valamint légcsavarok és szárnyak jégoldó berendezései voltak. Ezenkívül a sarki régiókban való használatra speciálisan szigetelve volt. 
A Polar 2 és Polar 3 közel hét tonna súlyú volt, felderítő küldetésekre, valamint szállítási, kutatási és mentési küldetésekre is használhatók voltak.
A repülőgéppel szállított tudományos berendezés a Föld mágneses és gravitációs mezőjének, felületi vezetőképességének, felszíni hőmérsékletének, jégvastagságának és a jégfelszín alatti topográfiai elrendezésének mérésére szolgált.

## Külső linkek
- Alfred Wegener Institute website (Alfred Wegener Intézet honlapja)
- (in German) Description of Polar 2 (with pictures)
- Repülésbiztonsági hálózat – Jelentés a Polar 3-ról
- Flightglobal archive Newspaper article on Polar 3
- Aviation safety network – Report on Polar 3